# Cyrtochilum ramosissimum
Cyrtochilum ramosissimum är en orkidéart som först beskrevs av John Lindley, och fick sitt nu gällande namn av Stig Dalström. Cyrtochilum ramosissimum ingår i släktet Cyrtochilum, och familjen orkidéer. Inga underarter finns listade i Catalogue of Life.

## Bildgalleri

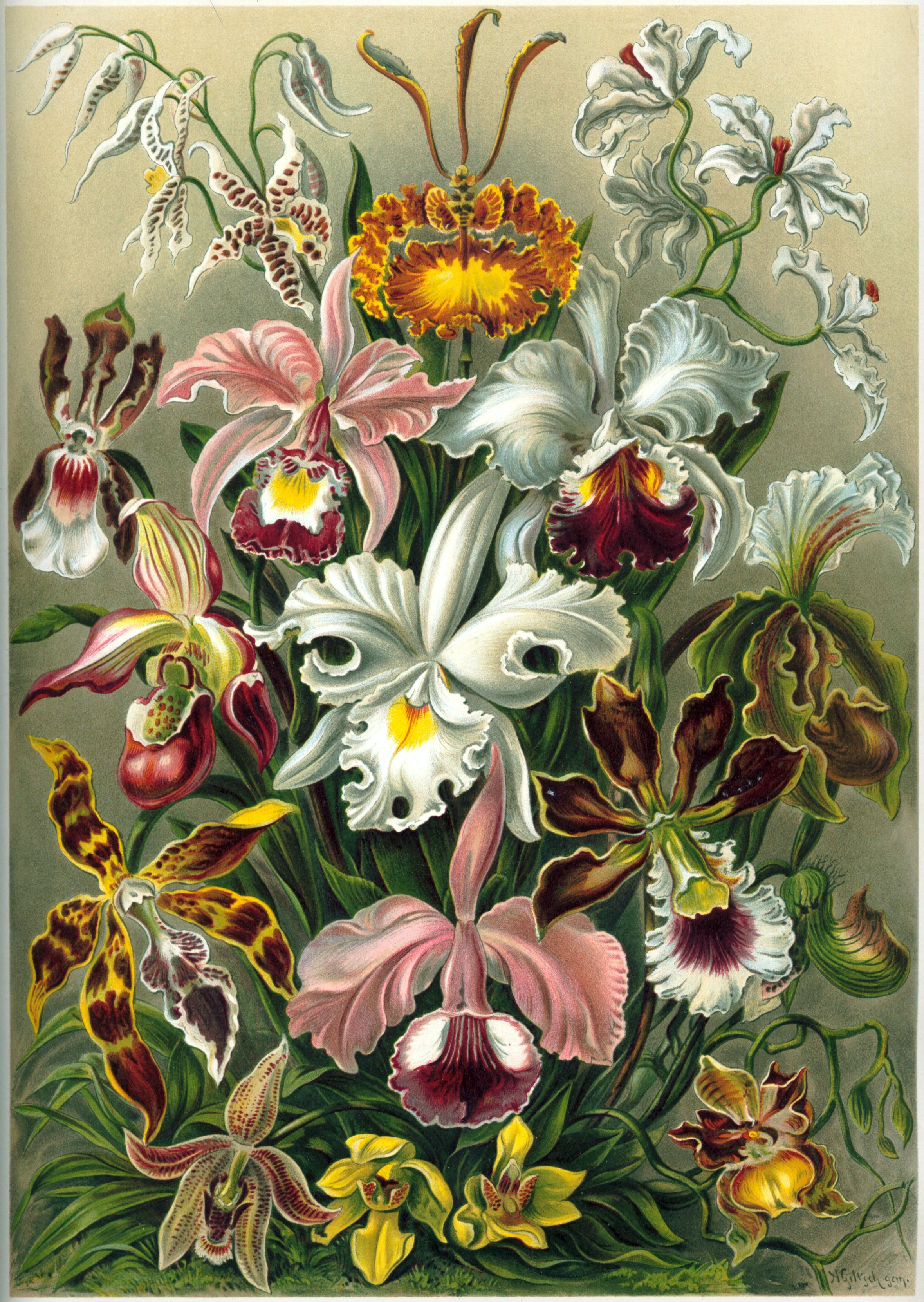